# MAGI2
La guanilato quinasa asociada a membrana, proteína 2 que contiene el dominio WW y PDZ, también conocida como guanilato quinasa asociada a membrana invertida 2 (MAGI-2) y proteína 1 que interactúa con atrofina-1 (AIP-1) es una enzima codificada por el gen MAGI2 .

## Función
La proteína codificada por este gen interactúa con la atrofina-1. La atrofina-1 contiene una repetición de poliglutamina, cuya expansión es responsable de la atrofia dentatorubral-pallidoluysiana. Esta proteína codificada se caracteriza por dos dominios WW, un dominio similar a guanilato quinasa y múltiples dominios PDZ. Tiene similitud estructural con la familia de homólogos de guanilato quinasa asociada a membrana (MAGUK).
Actúa como molécula de andamio en las uniones sinápticas mediante el ensamblaje de receptores de neurotransmisores y proteínas de adhesión celular. Puede desempeñar un papel en la regulación de la señalización mediada por activina en las células neuronales. Mejora la capacidad de PTEN para suprimir la activación de AKT1. Desempeña un papel en el reclutamiento inducido por el factor de crecimiento nervioso (NGF) de RAPGEF2 a los endosomas tardíos y al crecimiento de neuritas.

## Interacciones
Se ha demostrado que MAGI2 interactúa con ATN1 y PTEN (gen) .